# Poljana, Kamnik
Poljana je naselje v Občini Kamnik.